# Walter Heinrich Munk
Walter Heinrich Munk, ameriški fizikalni oceanograf, * 19. oktober 1917, Dunaj, † 8. februar 2019, San Diego.
Munk je med drugo svetovno vojno deloval v skupini oceanografov, ki so razvijale metode za amfibijsko bojevanje.